# Миле Зайков
Миле (Мильо) Гонов Зайков (Заяков) е български революционер, деец на Вътрешната македоно-одринска революционна организация.

## Биография
Миле Зайков е роден в 1888 година в село Стояково, Гевгелийско, тогава в Османската империя, днес в Северна Македония. Влиза във ВМОРО  и в 1912 година става четник при Коста Христов Попето.
През Първата световна война е в редиците на Шестдесет и трети пехотен полк на Българската армия. Сражава се в боя при Криволак и умира на 8 декември 1915 година в 9/5-а полска болница.